# 고대 우주비행사설

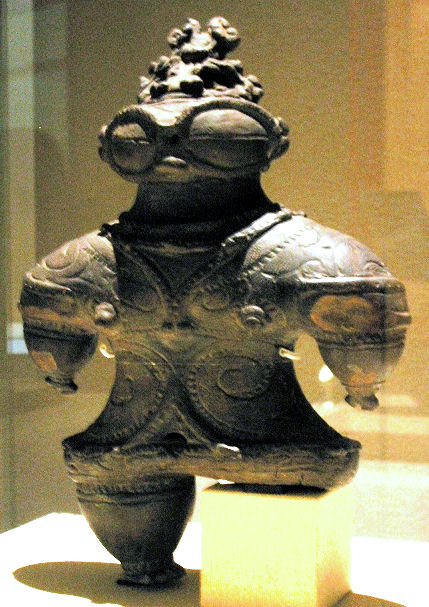
가메가오카 유적 출토의 차광기 토우. 외관이 우주복과 같이 보이기 때문에, 이 토우는 죠몽 시대에 지구에 방문한 우주인은 아닐까 의심하는 사람도 있다.

고대 우주비행사설(古代宇宙飛行士說, 영어: ancient astronauts, ancient aliens)은 인류 사상의 고대 또는 초고대에 우주인이 지구에 날아 와 인간을 창조해, 초고대 문명을 하사했다는 과학의 일설이다. 별명을 '태고(太古) 우주비행사 내방설', '우주인 고고학', '우주 고고학'이라고도 말한다. 이 범주로 그리스도 우주인설도 주창되고 있다.

## 개요
인공위성으로부터 유적을 조사하는 고고학의 한 분야인 '우주 고고학'과는 완전히 다른 것이다. 또 혼동 되기 쉬운 것으로 '고천문학'이 있다. 이것은 고고학적으로 고대인의 천문학에 관한 지식과 천체와 관계되는 문화 활동을 연구하는 것이다.

## 설의 내력
비행접시 연구 단체인 우주 우호 협회 (CBA)의 초대로 1961년에 일본 방문한 조지 헌트 위리암슨 등 초기의 제창자가 있다. 그 후, 고대핵전쟁설에 대해서도 관련 지어 제창하는 것도 있다.

### 에리히 폰 데니켄의 붐
스위스의 실업가 에리히 폰 데니켄의 '독일어: Erinnerungen an die Zukunft'이 1970년대에 세계적 베스트셀러가 되어, 일대 우주초고대사 붐을 일으켜 퍼진 설이다. 특히 '미래의 기억'으로 구약 성서의 '에제키엘서'가 우주인 내방의 모습을 묘사하고 있다고 하여 화제가 되었다. 그 외 나스카의 지상그림도 우주인에게 관련하는 것이라는 설이 유명하다. 그 후 '별에의 귀환', '태고의 우주인 - 태고에 지구를 방문한 우주인', '기적' 등의 저작이 나와 화제가 되었다. 그 주된 내용은 이하대로.
- 거대한 고고학 유적이나 오파츠는 우주인의 기술로 만들어졌다.
- 우주인은 유인원으로부터 인류를 만들었다.
- 세계 각지에 남는 신화의 신들은 우주인을 신격화 한 것.

'미래의 기억'은 1960년대에 SF매거진 (하야카와 책방)에 일부 게재되어 1969년에 '미래의 기억' (마츠타니 켄지 역 피라미 강·라이브러리)로서 간행되고 있었지만 그 당시는 화제가 되지 않았다. 유명하게 한 것은 카도카와 하루키로, 1974년 발간의 '미래의 기억' (마츠타니 켄지 역)이 카도카와 문고의 '초자연의 수수께끼 시리즈' 간행의 계기가 되어, '정신 세계'라는 장르 창설의 개척적 존재이다.
데니켄의 저작이 붐을 일으킨 것은 '노스트라다무스 대예언' (고토 츠토무)로 상징되는 종말론이나 유리 겔러의 초능력이 화제를 모았던 시기와 겹쳐, 1970년대의 오칼트 붐의 일익을 담당했다.

## 주된 논자
- 죠르죠 A. 트카로스 (그리스)
- 조지 헌트 위리암슨 (아메리카 합중국)
- 모리스 제삽 (아메리카 합중국)
- 알렉산드르 카잔트후 (소비에트 사회주의 연방공화국)
- 레이몬드 드레이크 (영국)
- 에리히 후온 데니켄 (스위스)
- 로버트 템플
- 제카리아 시친: 가설상의 천체#니빌/얼음 혹성에 혹성 니빌의 기술 있음.
- 야마구치 아키 라(일본)
- 쿠와노 카츠히사, '인류는 모두, 신들의 자손'이라는 인류관과 역사관을 주창해 그 배경을 이루는 물리학적 이론 속에서, UFO의 추진법이나 은하계, 태양계, 혹성계 등의 우주에서의 운동을 설명하는 '질량장'의 존재를 말하고 있다.

## 고대 우주비행사설을 주제로 하는 작품
- 울트라맨 제7화 '바라지의 푸른 돌' (1966년)
- 2001년 우주의 여행 (1968년)
- 바벨 2세 (1971년)
- 울트라맨 A 제25화 '피라미드는 초수의 둥지다!' (1972년)
- 넓은 하늘마룡사나이 킹 (1976년)
- 미크로 맨 M15X 시리즈 (미크로만코만드) (1977년) - 차광기 토우설을 채용.
- 우주해적 캡틴 하록 (1977년)
- 초시공요새 마크로스 (1982년)
- 강식장갑 사나이 바 (1985년)
- 용의 구 (1989년) - 다카하시카츠히코의 전기 SF소설. 차광기 토우설을 채용.
  - 아라타·류의 구 (1992년)
- 이상한 바다의 나디아 (1990년)
- 울트라 Q더·무비별의 전설 (1990년)
- 스타게이트 (1994년)
- 날아라! 이사미 (1995년)
  - 학원 전기 무료우 (2001년) - '날아라! 이사미'와 세계관이 동일
- 봉신연의 (만화판) (1996년)
- 도라에몽 노비타의 태엽도시 모험기 (1996년)
- 샤먼킹 (1998년) - 2009년 발매의 완전판에서 판명
- 울트라 세븐 1999 최종장 6부작 (1999년) - 지구인의 선조가 고대에 지구를 방문한 우주인으로 판명
- DADDYFACE (2000년)
- 에이리언 VS. 프레데터 (영화) (2004년)
- 인디아나 존스: 크리스탈 해골의 왕국 (2008년)

## 같이 보기
- 오파츠
- 비행접시
- 라엘리안 무브먼트
- 지적 설계
- 배종발달설